# Герб на Трансилвания
Гербът на Трансилвания е герб на историческата област.
Приет е през 1659 г. В горната му част е изобразен черен Турул на син фон, вляво на който е слънцето, а вдясно - полумесеца, които символизират секелите.
В долната част на герба са зобразени седем червени кули на жълт фон, символизиращи българо-немското име на областта - Седмоградско (на немски: Siebenbürgen), т.е. страна на седемте града. Между тези две самостоятелни части на герба има червено поле.
Гербът на Трансилвания е неразделна част от герба на Румъния.